# 萨洛蒙·奥莱姆贝
雷納·沙洛文·奧林比-奧林比（法語：René Salomon Olembé-Olembé，1980年12月8日—），簡稱沙洛文·奧林比（法語：Salomon Olembé），出生在雅溫得，是一名喀麥隆足球員，現正於般尼試訓，司職左中場。

## 生平
南特
奧林比出身於南特青訓。1999年11月25日，他在歐洲足協盃以0-3的比分不敵阿仙奴的賽事中首次上陣。
2001年3月1日，他被球會外借至馬賽。4月16日，他被指會轉投意甲球會祖雲達斯；5月16日時，南特將他的價格標為1000萬英鎊，使時任富咸領隊桑·泰簡拿卻步。
2002年3月24日，他在對摩納哥的賽事首次代表馬賽正選上陣。
馬賽
12月24日，馬賽以350萬英鎊正式買入他。2002年11月23日，他在對朗斯的賽事中攻入其處子亦是唯一的入球。
2003年8月31日，他被外借至列斯聯直至球季結束。9月15日，他在對李斯特城的賽事中處子上陣，他在五日後對伯明翰的賽事中首次正選上陣。
2005年8月1日，奧林比被外借至卡塔爾球會阿爾拉揚。
2007年夏天，他曾前往打比郡試訓，並在對伯顿的賽事中取得入球。
韋根
2007年9月4日，時任韋根領隊基斯·赫捷斯買入奧林比。他的來臨是取代加盟愛華頓的禮頓·巴尼斯，他與球會簽訂一年合約。10月6日，他在對曼聯的賽事中首次處子正選亮相。2008年5月15日，他被球會放棄。
卡塞利
早在2008年4月23日，奧林比已同意加盟土耳其球會卡塞利。
2010年2月28日，他前往般尼試訓。其後，他在3月1日對曼城的預備組賽事中上陣，但在半場時已被換出。

## 國際賽
1998年6月11日，奧林比在1998年世界盃對奧地利的賽事中首次代表喀麥隆上陣。2000年10月2日，他在2002年世界盃外圍賽對索馬里的賽事中首次正選上陣，他在隨後一日在第二回合對索馬里隊的賽事中取得首個國際賽入球。
其後，奧林比代表喀麥隆隊出戰2001年洲際國家盃並在對巴西、日本 和加拿大 的分組賽賽事中均正選上陣，然而喀麥隆隊最終亦未能晉級。
2002年非洲國家盃時，奧林比在擊敗民主剛果、科特迪瓦 和埃及 等球隊的賽事中均正選上陣。2月7日，他在對馬里的四強戰中梅開二度，協助球隊以3-0的比分擊敗對手並晉級決賽，喀麥隆隊在對塞內加爾的決賽中，雙方法定時間0-0打成平手，最終喀軍在互射十二碼階段以3-2勝出。
2002年世界盃時，奧林比在小組賽對愛爾蘭和德國的賽事中均正選上陣，最終喀麥隆隊亦未能晉級。
2004年非洲國家盃，奧林比只曾在對埃及隊的賽事中入替桑·馬干而上陣過一次，最終雙方0-0平手。喀麥隆隊最終在八強戰以1-2的比分不敵尼日利亞而出局。
奧林比亦有出戰2006年非洲國家盃，他在對民主剛果隊和科特迪瓦隊的賽事中都正選上陣。喀軍最終在對科特迪瓦的賽事中於互射十二碼階段以11-12不敵對手而出局。

## 外部連結
- （英文）足球数据库：沙洛文·奧林比的球员统计数据